# Kirsten Myklevoll
Kirsten Emilie Myklevoll (* 25. September 1928 in Tromsø; † 11. Dezember 1996) war eine norwegische Politikerin der Arbeiderpartiet (Ap).

## Leben
In der Zeit von 1947 bis 1951 besuchte sie die Lehrerschule in Tromsø. Anschließend arbeitete sie als Lehrerin an Schulen in Vardø, Honningsvåg, Astafjord und Skånland. In Skånland war sie zwischen 1963 und 1967 Mitglied des Kommunalparlaments.
Myklevoll vertrat von 1973 bis 1981 die Provinz Troms im norwegischen Parlament, dem Storting. Dabei war sie zwischen 1973 und 1978 Mitglied im Fraktionsvorstand der Ap. Außerdem stand sie von Oktober 1977 bis Januar 1978 dem Ausschuss für Kommunen und Umweltschutz vor. Am 11. Januar 1978 wurde sie zur Verbraucher- und Verwaltungsministerin in der Regierung Nordli ernannt. Sie übte das Amt bis zum 8. Oktober 1979 aus. Sie kehrte anschließend wieder als Abgeordnete ins Storting zurück.
1983 gelang ihr der Einzug ins Fylkesting von Troms. Dort diente sie von 1983 bis 1987 als stellvertretende Fylkesordførerin, bevor sie bis 1992 das Amt als Fylkesordførerin übernehmen konnte.